# Escuela Rural de La Higuera
La antigua Escuela Rural de La Higuera es una construcción ubicada en la localidad de El Carmen, perteneciente la comuna de La Ligua, que representa uno de los pocos ejemplos en pie de la típica arquitectura que caracterizaba las escuelas en el período republicano. Construida durante la presidencia de José Manuel Balmaceda, simboliza uno de los primeros intentos desde el gobierno por difundir y descentralizar la educación formal dentro del país. Sin duda fue una importante inversión por parte del fisco que hará de la educación un tema de interés nacional.

## Antecedentes históricos
La antigua Escuela Rural de La Higuera, buscó resolver uno de los principales conflictos que dentro del siglo XIX ya se comenzaba a sentir para el gobierno: el crear un sistema de educación primaria que procurara la mayor cobertura para los estudiantes de todo el país. De esta manera, fundar una escuela rural fuera de la capital Santiago, era de un gran valor y significado, ya que representaba las necesidades por abarcar hacia sectores postergados de los avances del nuevo siglo, en el que la técnica y las nuevas tendencias culturales llegadas desde el extranjero, comenzaron a apropiado de gran parte de la zonas urbanizadas.
Dicha escuela fue construida durante el gobierno del presidente José Manuel Balmaceda. Durante este periodo se construyeron un gran número de estos inmuebles con los fines nombrados anteriormente, pero aún seguían siendo pocas para la verdadera realidad que se vivía, problema que se mantendrá hasta mediados del siglo siguiente cuando la reforma iniciada por Eduardo Frei Montalva, resuelva los temas de cobertura para la educación.
El gasto fiscal aumentó considerablemente, viéndose reflejado en la cantidad de edificios construidos y los materiales adquiridos para tales fines, pero por sobre todo, por la cantidad de profesores contratados y enviados al extranjero para aprender los modelos usados en Europa, principalmente Francia y Alemania.

## Antecedentes arquitectónicos
Una de las principales razones por las que esta escuela fue declarada Monumento nacional, es debido a la utilización del estilo propio de la arquitectura republicana desarrollada durante la segunda mitad del siglo XIX hasta aproximadamente 1910. 
Es una construcción tabicada con entramado a la vista a la manera inglesa y rodeada en dos de sus lados por corredores porticados con barandal, de tipo veranda (espacio cubierto a la salida del edificio). Desde sus orígenes fue edificada para ser destinada a escuela pública rural. 
En ella se puede observar un traspaso del adobe tradicional a la tabiquería de madera y relleno de adobillo. La carpintería es rica y elaborada, apreciándose mayor influencia europea, lo cual venía dándose en gran parte de la nueva arquitectura adoptada durante este siglo, destacando principalmente los estilos neoclásicos, románticos, y renacentistas. No obstante, no se deja de lado cierta esencia de la arquitectura tradicional chilena, reflejado en un estilo de casa de corredores amplios.